# Tsung-Dao Lee

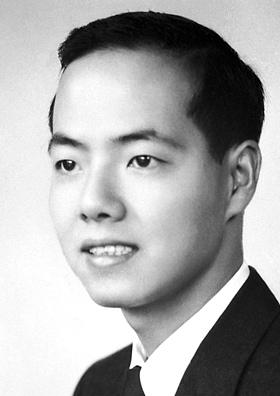
T. D. Lee, 1957

Tsung-Dao Lee (chinesisch 李政道, Pinyin Lǐ Zhèngdào, W.-G. Li Cheng-tao; * 24. November 1926 in Shanghai, Republik China; † 4. August 2024 in San Francisco, Kalifornien) war ein amerikanischer Physiker und Nobelpreisträger chinesischer Herkunft.

## Leben
Tsung-Dao Lee war das dritte von sechs Kindern des Geschäftsmannes Tsing Kong Lee und seiner Frau Ming Chang Chang. Er besuchte die Mittelschule in Ganzhou, die er 1943 abschloss. Er immatrikulierte an der Zhejiang-Universität in Hangzhou. Er musste jedoch aufgrund der Japanischen Invasion nach Kunming fliehen, wo er auch Chen Ning Yang kennenlernte. Da er als sehr vielversprechender Student der Physik eingestuft wurde, erhielt er 1946 ein Regierungsstipendium, das ihn an die Universität von Chicago führte. Zu seinen Ausbildern gehörte u. a. Enrico Fermi. Nach seiner Promotion über den Wasserstoffanteil von Weißen Zwergsternen 1950 arbeitete er einige Monate am Yerkes Astronomical Observatory in Lake Geneva (Wisconsin).
Er war von 1950 bis 1951 Dozent an der Universität von Kalifornien in Berkeley, ging dann nach Princeton und hatte dort die Gelegenheit mit Chen Ning Yang zusammenzuarbeiten. 1951 bis 1953 und wieder 1957 bis 1958 und 1960 bis 1962 war er Mitglied des Institute for Advanced Study. 1961 wurde er Sloan Research Fellow. 1953 wurde er zum Assistant Professor für Physik an der Columbia University ernannt, dem 1955 eine Ernennung zum Associate Professor und 1956 im Alter von 29 Jahren zum Professor folgte – er war damit der jüngste Professor an der Fakultät.
Lee heiratete 1950 (Jeannette) Hui Chung Chin und hatte mit ihr zwei Söhne, James (Professor für chinesische Geschichte am Caltech) und Stephen.
Er starb am 4. August 2024 im Alter von 97 Jahren in San Francisco.

## Werk
Lee beschäftigte sich vor allem mit statistischer Mechanik, Elementarteilchenphysik und Quantenfeldtheorie sowie anfangs auch mit Astrophysik. Besonders in seiner engen Zusammenarbeit mit Chen Ning Yang mit wegbereitenden Arbeiten über statistische Mechanik (speziell dem Ising-Modell) und die Physik der Elementarteilchen in den 1950er Jahren erreichte er sehr schnell große Anerkennung unter Physikern, so wurde er auch von J. Robert Oppenheimer als einer der brillantesten theoretischen Physiker seiner Zeit gepriesen. Die enge Zusammenarbeit mit Yang löste sich später auf und ihre Freundschaft kühlte ab.
Lee wurde 1957, im Alter von 31 Jahren, zusammen mit Chen Ning Yang mit dem Nobelpreis für Physik „für grundlegende[n] Forschungen über die Gesetze der Parität, die zu wichtigen Entdeckungen über die Elementarteilchen führten“, ausgezeichnet – er ist damit nach Lawrence Bragg der zweitjüngste Preisträger des Physiknobelpreises.
Lee schrieb über 300 wissenschaftliche Arbeiten. Die vier Bände seiner Selected Papers umfassen fast 3000 Seiten.

## Auszeichnungen
- 1957: Nobelpreis für Physik
- 1957: Albert-Einstein-Gedächtnispreis
- 1993: Oskar-Klein-Medaille
- 1995: Matteucci-Medaille
- 2015: Marcel Grossmann Award

Er ist zwölffacher Ehrendoktor (bis 2006).

## Mitgliedschaften
- 1959: Mitglied der American Academy of Arts and Sciences
- 1962: Mitglied der American Philosophical Society
- 1964: Mitglied der National Academy of Sciences
- 1983: Gründungsmitglied der The World Academy of Sciences
- 2003: Mitglied der Päpstlichen Akademie der Wissenschaften

## Schriften (Auswahl)
Einzelwerke
- The evolution of weak interactions. CERN, Genf 1986.
- Particle physics and introduction to field theory. 4. Aufl. Harwood Academic Publ. Chur 1990, ISBN 3-7186-0032-3.
- Symmetries, Asymmetries and the World of Physics. University of Washington Press, Seattle 1988, ISBN 0-295-96519-3.

Sammelwerke
- Gerald Feinberg (Hrsg.): Selected Papers. Birkhäuser, Boston, 3 Bände, 1986, ISBN 0-8176-3344-8.
- Hai-Cang Ren, Yang Pang (Hrsg.): T. D. Lee. Selected Papers (1985–1996). Gordon and Breach, Amsterdam 1998, ISBN 90-5699-609-6.